# Agroecologia
A agroecologia refere-se ao estudo da  agricultura desde uma perspectiva ecológica. Tem como unidades  básicas de análise os ecossistemas agrícolas,  abordando os processos agrícolas de maneira ampla, não só visando  maximizar a produção mas também otimizar o agroecossistema total —incluindo seus componentes socioculturais, econômicos,  técnicos e ecológicos.
Atualmente, o termo agroecologia pode ser entendido  como uma disciplina científica, como uma prática agrícola ou como um movimento social e político. Nesse sentido, a agroecologia não existe isoladamente, mas é uma ciência integradora (holística) que agrega conhecimentos de outras ciências, além de agregar também saberes populares e tradicionais provenientes das experiências de agricultores familiares de comunidades indígenas e camponesas.
Portanto,  a base de conhecimento da agroecologia se constitui mediante a sistematização e consolidação de saberes  e práticas, convertendo os conhecimentos empíricos tradicionais em conhecimentos com bases e metodologias científicas, visando a sociodiversidade e a agricultura ambientalmente sustentável, economicamente eficiente e socialmente justa.

## Agroecologia aliada ao desenvolvimento de forma sustentável
Uma nova visão de agricultura é criada ao reavivar/resgatar conhecimentos esquecidos e/ou suprimidos, que é proporcionalmente fundamentais para serem usados nas técnicas de cultivos de plantas.
O modelo de crescimento econômico proposto nas décadas de 60 e 70 com o aporte de tecnologia pós-guerra, gerou desequilíbrios significativos nos ambientes (naturais, sociais e do trabalho). Na mesma proporção em que há riquezas e poderes centralizados, a miséria, a fome e a poluição se alastram de forma alarmante. Tendo isso em vista, surge a premissa de uma nova forma de organização econômica que vise o desenvolvimento monetário sem danos relevantes à sociedade e seus integrantes, e ao meio ambiente.
A Comissão Mundial sobre Meio Ambiente define desenvolvimento sustentável como o progresso capaz de suprir as necessidades de uma atual geração sem que para isso seja comprometido o futuro de uma eventual geração posterior. É basicamente um desenvolvimento economicamente viável, socialmente justo e ecologicamente correto.
De modo, a agroecologia se contrapõe a outros modelos desenvolvimento  sustentável, como por exemplo a Revolução Verde, que apresentada como solução para a degradação dos recursos naturais o uso de sementes transgênicas e insumos agroquímicos para potencializar a produção agrícola.
Entretanto, o uso de sementes e insumos patentiados por empresas transnacionais, que põe em risco a soberania alimentar, apenas garantindo a manutenção da monocultura do agronegócio.
O que se sabe de fato é que os monocultivos, baseados nas práticas e tecnologias da famosa Revolução Verde, têm sido responsáveis por um conjunto de eventos externos que levaram a uma crise socioambiental imensurável na história da humanidade.
Em resumo, o grande desafio consiste alterar a relação sociedade e recursos naturais, sendo exigido o desenvolvimento sustentável e a incorporação da agroecologia nos modelos agrícolas conhecidos atualmente. Para isso, o desenvolvimento econômico e social concomitante à proteção ambiental e a agroecologia deve ter atenção política, incentivos à pesquisa e atualizações tecnológicas por parte do Estado, além de ferramentas didáticas para o partilhamento de conhecimento e consciência para todos nós.
A agroecologia é muito mais do que simplesmente tratar sobre o manejo ecologicamente responsável dos recursos naturais. Tendo o marco do seu surgimento nos anos 80, na esteira das correntes que conformam as perspectivas ecosociais, a agroecologia ascendeu como uma perspectiva teórica, recuperando a necessidade de preservação da biodiversidade ecológica e cultural.
No processo de aceitação deste novo paradigma surgem categorias determinantes para a construção de um modelo alternativo de desenvolvimento rural, atribuindo importância à especificidade rural, a noção de economia moral do campo e a ideia de desenvolvimento desde o zero, assim como o reconhecimento de um certo “potencial capitalista", determinada pelo particular lógica dos camponeses.
Sob uma perspectiva mais superficial, a Agroecologia incorpora ideias ambientais e sentimento social a respeito da agricultura, com características e prescritivas contemporâneas,respeitando os limites dos ecossistemas naturais ou artificiais e o ser humano, indo além do pensamento convencional imposto. Em um ponto de vista mais restrito, a Agroecologia se refere ao estudo dos acontecimentos ecológicos e socioeconomico, que ocorrem no ambiente dos cultivos de determinados sistemas agrícolas, o que evidencia o seu enorme potencial de aplicação para resolver questões de degradação ambiental, buscando integrar tecnologias e favorecer a administração do campo de agroecossistemas sustentáveis.
Com a intenção de permitir o desenvolvimento de estilos de agricultura que resultem em um nível maior de sustentabilidade, a Agroecologia proporciona as referências científicas para fortalecer o processo de transição a estilos de agricultura sustentável nas suas diferentes manifestações ou denominações. Preocupa-se com a otimização do agroecossistema como um todo, o que aplica maior ênfase no conhecimento, forma de analisar e de interpretar as complexas interações existentes entre as pessoas, os cultivos, os solos e os animais.

## Histórico
A palavra agroecologia foi utilizada pela primeira vez em 1928, com a publicação do termo pelo agrônomo russo Basil Bensin.
O entendimento da agroecologia enquanto ciência coincidiu com a maior preocupação pela preservação dos recursos naturais nos anos 1960 e anos 1970. Os critérios de sustentabilidade nortearam as discussões sobre uma agricultura sustentável, que garantisse a preservação do solo, dos recursos hídricos, da vida silvestre e dos ecossistemas naturais, ao mesmo tempo que assegurasse a segurança alimentar. Porém, só depois de 1970, quando agrônomos passam a enxergar o valor da ecologia nos sistemas agrícolas, é que o termo começou a ser mais explorado, e a agroecologia passou a ser trabalhada com mais afinco,  passando a ser entendida como um campo de produção científica e como ciência integradora, preocupada com a aplicação direta de seus princípios na agricultura, na organização social e no estabelecimento de novas formas de relação entre sociedade e natureza.
A agroecologia é ainda uma ciência e uma prática que provêm de práticas tradicionais dos povos originários como indígenas e quilombolas em franca expansão. A partir dos anos 1980, as organizações não governamentais e a ONU foram fundamentais na promoção e divulgação da agroecologia em todo o mundo e especialmente no Brasil. Nos últimos anos nota-se uma preocupação constante de universidades, centros de pesquisa e programas e projetos de extensão em trabalhar aspectos e características técnico-científicas, bem como os impactos sociais provenientes da prática agroecológica.

## Definição
A proposta agroecológica segundo o pesquisador Enio Guterres:
"A abordagem agroecológica propõe mudanças profundas nos sistemas e nas formas de produção. Na base dessa mudança está a filosofia de se produzir de acordo com as leis e as dinâmicas que regem os ecossistemas – uma produção com (e não contra) a natureza. Propõe, portanto, novas formas de apropriação dos recursos naturais que devem se materializar em estratégias e tecnologias condizentes com a filosofia-base"
Em sentido mais estrito, a agroecologia pode ser vista como uma abordagem da agricultura que se baseia nas dinâmicas da natureza, dentre as quais se destaca a sucessão natural, que permite a recuperação da fertilidade do solo, sem o uso de fertilizantes minerais, e o cultivo sem o uso de agrotóxicos, através de ações que buscam o equilíbrio natural dos componentes do solo.
A inovação metodológica proposta pelos estudos agroecológicos é a junção harmônica de conceitos das ciências naturais e conceitos das ciências sociais, o que nos leva a um patamar mais amplo de percepção dessa ciência. Tal junção permite o entendimento acerca da agroecologia como ciência, como movimento e como prática dedicada ao estudo das relações produtivas entre homem-natureza, visando sempre a sustentabilidade ecológica, econômica, social, cultural, política e ética. O resgate de saberes de comunidades indígenas e camponesas tradicionais se liga ao saber acadêmico-científico, buscando-se a cooperação e a unidade desses diferentes saberes na construção da agroecologia.
A  agroecóloga brasileira Ana Maria Primavesi, reforça em suas teses o laço que deve existir entre o fazer agroecológico e o saber tradicional e popular:
"A Ecologia se refere ao sistema natural de cada local, envolvendo o solo, o clima, os seres vivos, bem como as inter-relações entre esses três componentes. Trabalhar ecologicamente significa manejar os recursos naturais respeitando a teia da vida. Sempre que os manejos agrícolas são realizados conforme as características locais do ambiente, alterando-as o mínimo possível, o potencial natural dos solos é aproveitado. Por essa razão, a Agroecologia depende muito da sabedoria de cada agricultor desenvolvida a partir de suas experiências e observações locais." 
No âmbito da agroecologia encontramos ainda discussões sobre manutenção da biodiversidade, agricultura orgânica, agrofloresta, permacultura, agroenergia, dentre outros temas.

## Agroecologia e agronegócio
Basicamente, a proposta agroecológica para sistemas de produção agropecuária faz direta contraposição ao agronegócio, por condenar a produção centrada na monocultura, na dependência de insumos químicos e na alta mecanização, além da concentração da propriedade de terras produtivas, a exploração do trabalhador rural e o consumo não local da  produção. Alguns consideram a perspectiva agroecológica uma verdadeira mudança de paradigma nos moldes da agricultura e até do conceito cartesiano da ciência.
As práticas agroecológicas podem ser vistas como práticas de resistência da agricultura familiar, perante o processo de exclusão no meio rural e de homogeneização das paisagens de cultivo. Essas práticas se baseiam na pequena propriedade, na força de trabalho familiar, em sistemas produtivos complexos e diversos, adaptados às condições locais e ligados a redes regionais de produção e distribuição de alimentos.
De acordo com Enio Guterres, vivemos uma crise conjuntural no atual sistema de desenvolvimento capitalista. Essa crise teria sido causada em muito pelo modelo de exploração natural e social do agronegócio, ao impulsionar a mercantilização da terra, as privatizações e a precarização das condições de trabalho no campo. Para o pesquisador, o resgate de saberes tradicionais e os avanços nos estudos científicos na área da agricultura ecológica alternativa são fundamentais para a construção de modelos de desenvolvimento mais sustentáveis:
"A crise que vivemos é uma crise civilizatória e ambiental. O mundo todo está perguntando: onde está o 'novo', que contenha um conjunto de valores, um novo pensamento, um conhecimento que parece estar longe de nossas comunidades e assentamentos? Uma outra forma de agir, produzir, viver, e não esta do pensamento  cartesiano, mecanicista, do individualismo tecnológico (a parte explica o todo), da consciência tecnocrática que nos levou à privatização, à mercantilização e ao cientificismo? Com isso, queremos debater e questionar: onde está o 'novo'? Que valores a agricultura camponesa tem? Onde se estão  buscando elementos para a construção de uma estratégia de desenvolvimento humano e sustentável? Urge o resgate de identidades locais, tradicionais e culturais de saberes populares (identidade de classe), para que possamos construir um desenvolvimento rural sustentável, contrapondo o avanço convencional 'modernizador' que se impõe e coloca em risco o futuro do meio ambiente e da população brasileira."

## Transição agroecológica
A transição agroecológica é a passagem da maneira convencional de produzir com agrotóxicos e técnicas que agridem a natureza, para novas maneiras de fazer agricultura, com tecnologias e bases cientificas com viés ecológico, buscando proporcionar de maneira integrada a produção agrícola, o respeito e a conservação da natureza, sem esquecer jamais da meta de proporcionar uma melhor qualidade para as presentes e futuras gerações, do fortalecimento local, regional, territorial e/ou nacional, sejam eles consumidores ou produtores agrícolas.
A transição agroecológica pode ser interna aos sistemas de produção, e também externa, pois implica mudanças ou alterações nas características culturais, estruturais e/ou ecológicas em sistemas já estabelecidos. A transição externa é aquela que acontece fora das unidades de produção. Alguns dos fatores capazes de influenciar na transição agroecológica externa são: Consciência pública, organização, mercados e infraestrutura; mudanças no ensino, pesquisa e extensão rural; Legislação; e Reforma Agrária.
O processo de transição também referisse a mudança gradual dos moldes convencionais, buscando a integração permanente do conhecimento elevando a níveis superiores de pensamento no contexto da complexabilidade, ou seja, busca de forma ordenada a substituição gradual dos insumos e pensamentos, por meios das bases e metodologias cientificas que vem do conhecimento e observações tradicionais, elevando a sintropia dos ambientes: meio ambiente natural, social, cultural, do trabalho e por fim econômico, pois o fator de agregação monetária ao produto agroecológico e resultado da interação permanente de ambas as áreas.
No Brasil, o segmento é ainda tímido, tanto no que diz respeito ao número de propriedades que passaram pelo processo de transição, quanto à projeção de seus produtos no mercado interno. Porém, com a promoção e divulgação cada vez mais constantes da agroecologia esse nicho, ainda predominantemente hortifrutigranjeiro, tende a crescer. Ações governamentais, mesmo que incipientes, também buscam reforçar esse laço com a agroecologia, seja através do financiamento de projetos de redes e ONGs ou de linhas de crédito diretas através do Programa Nacional de Fortalecimento da Agricultura Familiar (Pronaf). Desde a safra 2003/04, O Banco Nacional do Desenvolvimento (BNDES) criou novas modalidades para o Pronaf, dentre elas, o Pronaf Agroecologia, que apóia agricultores familiares interessados em não utilizar insumos químicos e também aqueles que já estão em processo de transição agroecológica.

## Redes e organizações relacionadas à agroecologia
Diversas redes, organizações não-governamentais e movimentos espalhados pelo Brasil atuam no sentido de articular, organizar e formar agricultores familiares em relação aos saberes e fazeres da agroecologia. Estes espaços de articulação com a comunidade atuam de diversas formas: promovem oficinas de formação e prática agrocológica, bem como intercâmbios entre as comunidades, pesquisam aspectos geográficos, físicos e sociais das propriedades rurais, criam bancos de sementes nativas e crioulas e buscam com as experiências realizadas nas comunidades trabalhar com processos autogestionáveis.
A Articulação Nacional de Agroecologia (ANA), criada em 2002 após o I Encontro Nacional de Agroecologia (ENA), busca reunir estas organizações a fim promover um intercâmbio de experiências que permita a construção de saberes mais sólidos e, com isso, fortalecer os movimentos agroecológicos.

## Projetos relacionados à agroecologia em universidades
Algumas universidades têm criado entre os alunos o interesse nesta área, principalmente nas Ciências Agrárias:
• ESALQ - USP com núcleo de Agroecologia Nhengatu, grupo do de sistemas agroflorestais "SAF Pirasykauá", grupo de agricultura orgânica "Amaranthus", grupo de extensão rural "Terra", grupo de gestão de resíduos orgânicos "CEPARA" e PET (Programa de Educação Tutorial) Ecologia.
• EMBRAPA Amazônia Oriental - Núcleo de Estudos Agroecológicos NEA Puxirum Agroecológico
• FEAB (Federação Estudantes de Agronomia do Brasil), ABEEF(Associação
Brasileira dos Estudantes de Engenharia Florestal) e ENEBio (Entidade Nacional dos Estudantes de Biologia) possuem núcleos específicos para esse debate.
• IF Sudeste MG (Campus Muriaé): tem como principal curso técnico o curso integrado em Agroecologia;
• UFMG (Campus Pampulha): criado em 2007, o Grupo Aroeira é o mais antigo na universidade e tem em seu trabalho de extensão eixos como pesquisa e mobilização de hortas urbanas;
• IFPB - Campus Sousa: projetos de sobrevivência com o semiárido.
• IFRN (Campus Ipanguaçu): tem como principal curso técnico integrado o curso em Agroecologia
• IFS (Campus São Cristóvão): tem como principal curso técnico integrado o curso em Agroecologia
• UEM, com o GAAMA (Grupo de Agroecologia de Maringá);
• IFSC, com o NEAVI (Núcleo de Estudos em Agroecologia e Produção Orgânica do Médio Vale do Itajaí);
• UENF, com o GEA (Grupo de Agroecologia AgroCrioulo);
- UERR - Universidade Estadual de Roraima, em conjunto com a Embrapa Roraima e o IFRR, com o grupo do mestrado em Agroecologia.

• Uespi - Campus Alexandre Alves de Oliveira (Parnaíba/PI), com o Grupo de Cajuí (Grupo de Pesquisa e Extensão em Agroecologia).
• UFAL. com o GAC (Grupo Agroecológico Craibeiras);
• UFES - Grupo de Agricultura Ecológica Kapi'xawa;
• UFAM. com o GAU (Grupo de Agroecologia);
• UFC com o grupo de extensão GAUFC (Grupo de Agroecologia da Universidade Federal do Ceará) que foi fundado há 13 anos.
•Instituto Federal do Pará (IFPA Campus Castanhal), com o Núcleo de Estudos em Educação e Agroecologia na Amazônia - NEA
•Universidade Federal do Pará - Núcleo de Estudos Agroecológicos - NEA Ajuri
• UFERSA, com o GVAA (Grupo Verde de Agricultura Alternativa);
• UFF, com o grupo M.A.E. (Mutirão de Agricultura Ecológica) e o projeto de extensão Geografia da Produção Alimentar, que trabalha com comunidades tradicionais do Alto Trombetas e Terra Indígena Mapuera, no município de Oriximiná (Pará), com o auxílio da Unidade Avançada José Veríssimo da UFF.
• UFFS - Universidade Federal da Fronteira Sul
Programa de Pós-Graduação em Agroecologia e Desenvolvimento Rural Sustentável  (Campus Laranjeiras do Sul).
(Campus Cerro Largo) GANOM (Grupo de Agroecologia Noroeste Missões) formado por acadêmicos do curso de Agronomia com ênfase em Agroecologia, tem como principal objetivo aprofundar as discussões em torno da agroecologia, fomentar o debate sobre o modelo atual de desenvolvimento rural, acumular conhecimento técnico e metodológico para a transição agroecológica dos agroecossistemas, realizar extensão rural e dialogar com a comunidade local/regional procurando formas de desenvolvimento sustentáveis, economicamente viáveis, socialmente justas e que preservem a biodiversidade.
• UFG, com ações de pesquisa e extensão do GEPAAF (Grupo de Ensino, Pesquisa e Assistência técnica à Agricultura Familiar);
• UFLA, com o Grupo de Extensão Yebá Ervas & Matos, promove atividades ligadas a agroecologia, sistemas agroflorestais, plantas medicinais e espiritualidade;
• UFPB, com o GESTAR (Grupo de Pesquisa Território, Trabalho e Cidadania), que desenvolve projetos de pesquisa, atividades de extensão universitária e publicações de trabalhos científicos no campo da agroecologia.
• UFPel, pelo GAE - Grupo de Agroecologia da Universidade Federal de Pelotas, formado por volta de 1993, na Faculdade de Agronomia "Eliseu Maciel".
• UFPR, com o GEAE (Grupo de Estudos de Agricultura Ecológica, o primeiro grupo de agroecologia do Brasil, criado em 1981); o GESAF (Grupo de Estudos em Sistemas Agroflorestais e Questões Socioambientais, iniciado em 2006) e o NEPEA (Núcleo de Ensino, Pesquisa e Extensão em Agroecologia, formado em 2010);
• UFRB, com ações do grupo AGROVIDA (Grupo de Apoio à Agricultura Familiar e Agroecologia);
• UFRGS - Grupo UVAIA (Uma Visão Agronômica com Ideal Agroecológico), movimento coletivo de agroecologia, criado em 2004, que desenvolve atividades como extensão universitária. A ação central do grupo está no desenvolvimento de atividades práticas na Estufa da Biodiversidade (EBA) e no Sistema Agroflorestal, onde se busca realizar manejo agroecológico de diversos cultivos, manutenção de banco de sementes e de biodiversidade in vivo, e viveiro para produção de mudas de espécies e de vegetais com importância agronômica (uso medicinal, madeireiro, adubação verde, frutíferas, etc.), possibilitando trocas de experiências entre estudantes, agricultores e técnicos. Desde 2008, o Grupo UVAIA, participa da Rede Orientada ao Desenvolvimento da Agroecologia (RODA), que tem o objetivo de articular as iniciativas em ensino, pesquisa e extensão agroecológica na UFRGS.
• UFRJ, com o Grupo Capim Limão, projeto de extensão do curso de Biologia, e através de matérias eletivas relacionadas diretamente com Agroecologia em fase de aprovação, e com o MUDA, grupo de Agroecologia criado pelo curso de Engenharia Ambiental.
• UFRN, com o projeto Metodologias Agroecológicas em Ação (CNPq/MDA), em conjunto com a UFERSA e a UFPE
• UFRural-RJ, com o GAE (Grupo de Agroecologia, criado em 1983);
• UFS, com o EVA (Espaço de Vivência Agroecológica);
• UFSC, com disciplinas em cursos de graduação (como "Agroecologia", "Sistemas Agroflorestais" e "Agricultura Orgânica, Permacultura e Agricultura Urbana" para o curso de Agronomia, "Sistemas de produção animal agroecológicos" para Zootecnia e a disciplina de "Introdução à Permacultura", desenvolvida de forma interdisciplinar e ofertada na Licenciatura em Educação do Campo, e disciplinas de pós-graduação ("Sistemas Agroflorestais" e " Agroecologia" no PPGA - Agroecossistemas), do curso de Especialização em Permacultura, além de grupos de pesquisa, como o Núcleo de Permacultura da UFSC - NEPerma, o GeaBio, GEPA - Grupo de Experiências e Práticas em Agroecologia, entre outros.
• UFSCar, com os Pés Vermelhos de GANJA (Grupo de Altruismo a Natureza Janta e Almoço)
• UFSJ, com o Grupo Guayi de Agroecologia em Sete Lagoas;
- UFSM, com o Grupo de Agroecologia Terra Sul (GATS);
- UFSM, Núcleo de Estudo em Agroecologia, Agrobiodiversidade e Sustentabilidade Prof. José Antônio Costabeber (NEA-UFSM)

• UFV, com o Programa de Extensão Universitária TEIA, com o GAO (Grupo de Agricultura Orgânica), com o APÊTI (Grupo de Agrofloresta), com o SAUIPE (Saúde Integral em Permacultura) e com o grupo Animais para Agroecologia;
• UNEB, pelo GAU - Grupo de Agroecologia Umbuzeiro
• UNIMONTES (Campus Janaúba), com o NERUDA (Núcleo de Estudos em Extensão Rural e Desenvolvimento Agroecológico);
• UNIRIO, com o Grupo de Agroecologia Boldinho da Urca
• UNESP - Universidade Estadual Paulista  - Campus de Rio Claro: Grupo de agroecologia Girasol, projeto de extensão; Campus de Botucatu - Grupo de Agroecologia Timbó
• EATN - Escola Agrícola Terra Nova, Mato Grosso, com o Curso Técnico em Agroecologia

### Graduação e pós-graduação
Graduação
Algumas universidades implantaram curso superior em Agroecologia. É o caso da Universidade Estadual do Mato Grosso do Sul com o Curso Tecnológico Superior em Agroecologia, o Instituto Federal da Paraíba Campus Sousa desde 2009 oferece o Curso Superior "Tecnologia em Agroecologia", iniciado em 2010,Universidade Estadual da Paraíba, que oferece graduação em Agroecologia desde 2007, do Instituto Federal de Brasília, que oferta um Curso Tecnológico Superior em Agroecologia, iniciado em 2010, do Instituto Federal do Acre, que oferta um Curso Tecnológico Superior em Agroecologia, iniciado em 2011. Universidade Federal de Alagoas - UFAL, oferta o curso de bacharelado em Agroecologia, no Centro de Ciências Agrárias - CECA, localizado na cidade de Rio Largo, litoral Norte do Estado de Alagoas, desde 2014;
- No IF Sudeste MG - Campus Rio Pomba também há o curso de Bacharelado em Agroecologia (O mais antigo do país).
- O IF AM Campus Manaus Zona Leste (IFAM-CMZL) oferece o curso de tecnólogo em agroecologia desde 2010.
- O IFS - Campus São Cristovão, ministra o curso de Tecnologia em Agroecologia desde 2010. E na avaliação do MEC foi considerado um dos melhores corpos docentes do Nordeste e tem a nota 3 na Avaliação.
- A AESA de Arcoverde/PE com curso de educação no campo intensifica a importância da agroecologia e experiencias agroecológicas.
- No Estado Pará existe o Programa de Pós-Graduação em Agriculturas Amazônicas com o Mestrado em Agriculturas Amazônicas e Desenvolvimento Sustentável, em que há linha de pesquisa e disciplinas focadas em Agroecologia.
- A UFFS oferece 4 cursos de graduação em Agronomia, com linha de formação em Agroecologia, nos campi de Chapecó (SC), Erechim (RS), Cerro Largo (RS) e Laranjeiras do Sul (PR).
- A Universidade Federal do Paraná - UFPR Setor Litoral oferece desde 2009 o curso de Tecnologia em Agroecologia na cidade de Matinhos (PR)
- No estado da Bahia,  a Universidade Federal do Recôncavo da Bahia (Campus Cruz das Almas) e o Instituto Federal de Educação Ciência e Tecnologia baiano (Campus Uruçuca), possuem desde 2009 e 2013, respectivamente, cursos Superiores de Tecnologia em Agroecologia.
Pós-Graduação
Várias instituições de ensino já oferecem cursos de pós-graduação em agroecologia. Segue uma lista deles:
- O Instituto Federal do Espírito Santo - Campus de Alegre oferece pós graduação em agroecologia,
- A Universidade Federal de São Carlos, oferece os cursos de Mestrado em Agroecologia e Desenvolvimento Rural desde 2006 e graduação em Agroecologia desde 2009.
- A Universidade Estadual do Maranhão também oferece o curso de Mestrado em Agroecologia.[25]
- A Universidade Federal da Fronteira Sul (UFFS) campus Laranjeiras do Sul (PR) implantou desde 2014 um programa de pós graduação (mestrado) em Agroecologia e Desenvolvimento Rural Sustentável.
- Universidade Estadual de Roraima (UERR), em conjunto com a Embrapa Roraima e o IFRR, oferecem o curso de mestrado acadêmico em Agroecologia desde 2014.
- Universidade Federal de Santa Catarina (UFSC), possuí curso de Especialização em Permacultura (Lato Sensu), e Mestrado e Doutorado em Agroecossistemas.